# Oxyrhynchus Papyrus 1224
Oxyrhynchus Papyrus X. 1224 (afk.: P.Oxy. X.1224) is een grotendeels tweedelig en uit twee kolommen bestaand papyrusfragment dat onderdeel is geweest van een codex (boek). Het bestaat uit zes bovenkanten van bladzijden van ca. 6,3 x 13,1 cm. groot met een onbekende evangelietekst dat is gevonden tijdens de opgravingen in Oxyrhynchus (Egypte) waar archeologen sinds het einde van de negentiende eeuw grote hoeveelheden papyrus hebben gevonden. P.Oxy. X.1224 werd in 1914 voor het eerst gepubliceerd door de Britse archeologen Bernard Pyne Grenfell en Arthur Surridge Hunt. 
P.Oxy. X.1224 wordt gedateerd als derde- of vierde-eeuws. De tekst gaat evenwel terug op de periode 50-150 n.Chr., waarbij een latere datum reëler wordt bevonden dan een vroege datering. P.Oxy. X.1224 wordt bewaard in de Bodleian Library (MS. Gr. th. e. 8 (P)) in Oxford.

## Inhoud
Het overgrote deel van de tekst kent geen parallellen in de ons bekende vier canonieke evangeliën, maar evenmin in de apocriefe evangeliën of soortgelijke apocriefe literatuur. Twee regels zijn parallellen van Mc. 2,17 nbg en Lc. 9,50 nbg De toestand van de papyrus is van dien aard dat het haast niet mogelijk is om de rest van de tekst te reconstrueren. De precieze inhoud blijft gissen.  
P.Oxy. X.1224 bevat twee keer een nomen sacrum, ΙΗ, voor Ιησου (Jezus, genitief; Fragment 2, recto, kol. ii) en Ιησους (Jezus, nominatief; Fragment 2, verso, kol. ii).